# 沃拉里斯航空
沃拉里斯航空（英語：Volaris）是一家墨西哥的低成本航空公司，總部設在墨西哥首都墨西哥城，以蒂華納國際機場為主要樞紐機場，主要經營國內定期航線及北美洲、加勒比海、中美洲等國際航線。

## 機隊

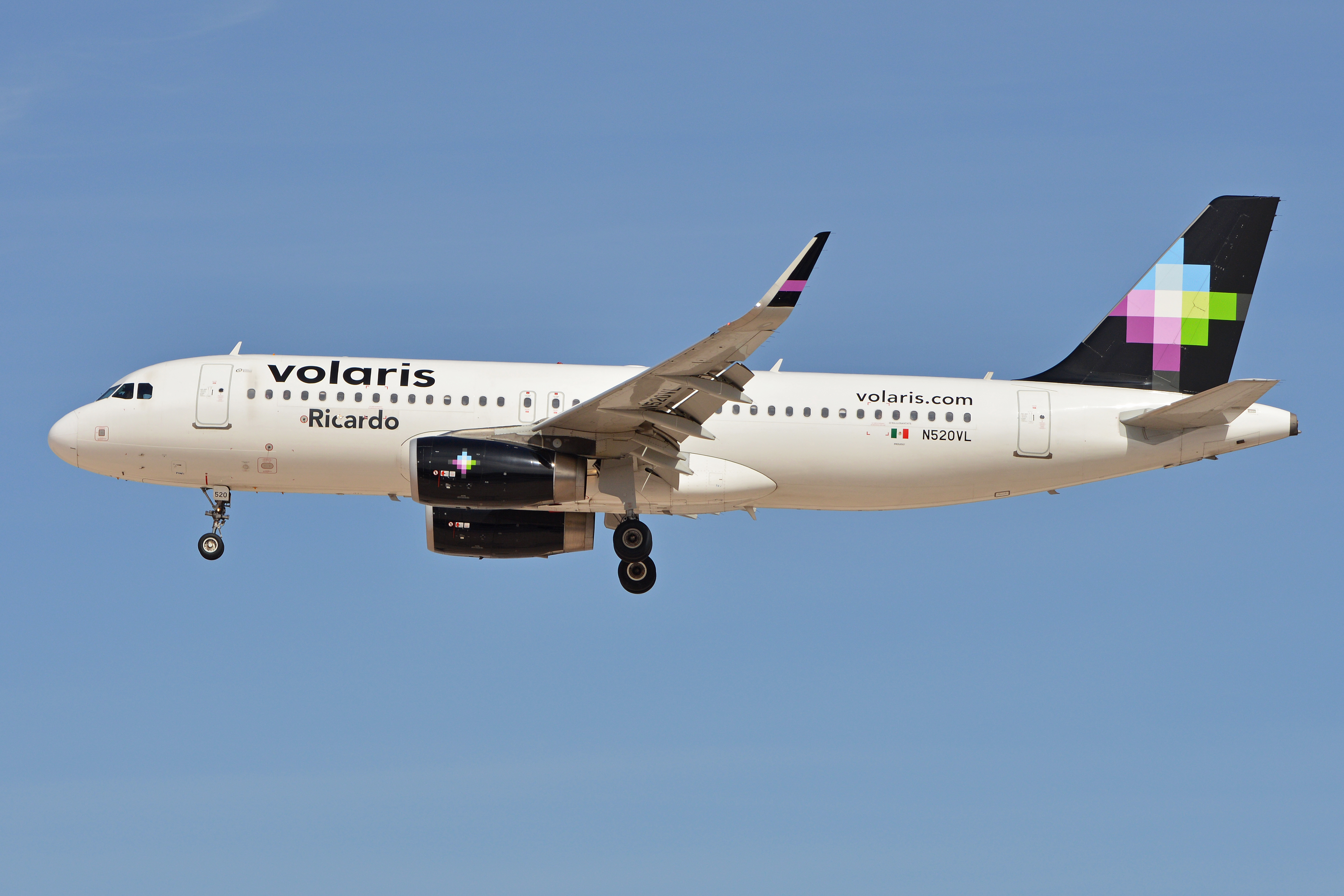
沃拉里斯航空的空中巴士A320-200

## 外部連結
- 沃拉里斯航空的Facebook專頁